# Altental (Blaubeuren)
Altental ist ein Weiler der Stadt Blaubeuren im Alb-Donau-Kreis in Baden-Württemberg. Der Ort liegt circa zweieinhalb Kilometer östlich von Blaubeuren und ist über die Bundesstraße 28 zu erreichen.

## Geschichte
Bereits in der Merowingerzeit (5. Jahrhundert bis 751) befand sich in Altental eine Siedlung, wie Funde von mehreren Alamannengräbern belegen. Etymologisch ist der Ortsname als „Aldos (Hof im Blau-) Tal“ oder als das „alte, schon einmal wüst gewordene und wiederbesiedelte (Gehöft im Blau-) Tal“ zu deuten. Die Süßerhalde nördlich Altentals wird erstmals 1085 in der Chronik des Klosters Blaubeuren des Abts Christian Tubingius belegt und gehörte zur Grundausstattung des Klosters. Wenig später schenkte Graf Werner von Ruck den Hof Altental an Kloster Blaubeuren, der 1267 erstmals urkundlich erwähnt wird. Vermutlich im 15. Jahrhundert wurde der Hof in zwei Hälften geteilt. Im Lagerbuch des Klosters Blaubeuren von 1470 gehörten die beiden Höfe Jacob und Hans Gybytz. Eine eigene Gemarkung des Hofs wird durch die Nennung von drei Eschen bezeugt. Sie umfasste später 207 ha. Im 16. Jahrhundert ging einer der beiden Höfe ab, wodurch es zu einer teilweisen Wiedervereinigung des Grundbesitzes kam. 1798 wohnten 13 Personen auf dem Hof, 1830 nur noch fünf. Die Anlegung eines Kalkwerks und Kalksteinbruchs südwestlich des Hofs ließ die Bevölkerung bis 1907 auf 30 und 1961 sogar auf 89 Personen anwachsen. Altental wurde seit dem 19. Jahrhundert von Gerhausen mitverwaltet und 1934 mit Gerhausen nach Blaubeuren eingemeindet.

## Burg Hohenstein
Eine ehemalige Burg auf dem mittleren der drei Felsen namens Hohenstein in der Hohensteinhalde über der Blau südsüdöstlich des Hofes Altental wurde von Christoph Bizer entdeckt. Es gibt keine früheren Erwähnungen der Burg, weder in der Literatur noch in archivalischen Quellen. Somit bleiben auch die Burgbewohner unbekannt.
Der Burgname dürfte Hohenstein gelautet haben, da in der Flurkarte aus den 1820er Jahren die Halde als Hohensteinhalde belegt ist. Die Burg befand sich auf dem mittleren der drei steil hochragenden Felsen. Der Gipfel des mittleren Felsens wird von einem 20 Meter langen und nur wenige Meter breiten Kamm gebildet. Das Felsende ist etwas erbreitert und zeigt drei in den Fels gehauene Balkenlager. Etwas unterhalb an der Talseite des Felsens finden sich Reste von drei in den Fels gehauenen Stufen. Die Existenz einer Burg wird u. a. von 200 Stück keramischen Lesefunden und mehreren Pfeilspitzen erwiesen und datieren die Anlage ins 12. Jahrhundert. Eine Beziehung der Burg zu dem benachbarten Hof Altental ist zu vermuten, aber urkundlich nicht zu belegen. Altental hatte eine eigene Gemarkung, welche auch den Burgfelsen miteinschloss; möglicherweise diente Hof Altental den Burgbewohnern ehemals als Wirtschaftshof.